# Court-bouillon de poissons à la créole
Court bouillon de poisson antillais, Koubouyon pwason
Pour les articles homonymes, voir Court-bouillon, Poisson (homonymie), Créole (homonymie) et Antilles (homonymie).
Un court-bouillon de poissons à la créole ou court bouillon de poisson antillais (koubouyon pwason, en créole) est une spécialité culinaire traditionnelle de la cuisine antillaise, à base de poissons marinés au citron vert et cuits au court-bouillon d'huile de roucou et de tomates,.

## Préparation
À l'image du colombo, du blaff de poissons ou du poulet antillais de la cuisine antillaise ou encore du poisson cru à la tahitienne et de l'ika mata des îles du Pacifique, les poissons des Antilles fraîchement pêchés sont marinés au frais (de deux heures à toute une nuit) dans une marinade de jus de citron vert et de piment antillais (le citron parfume et cuit le poisson),,.

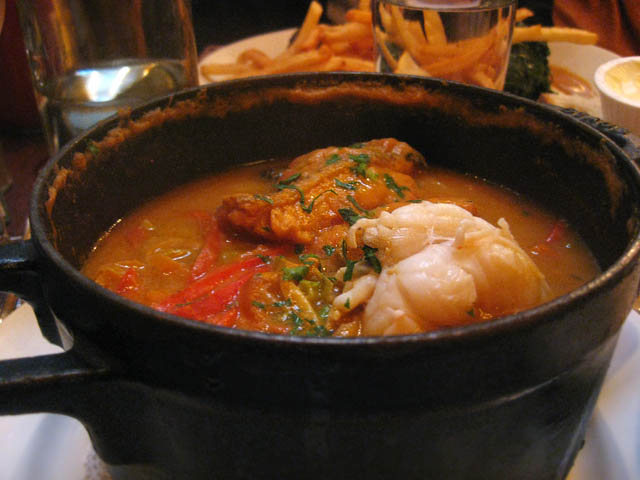
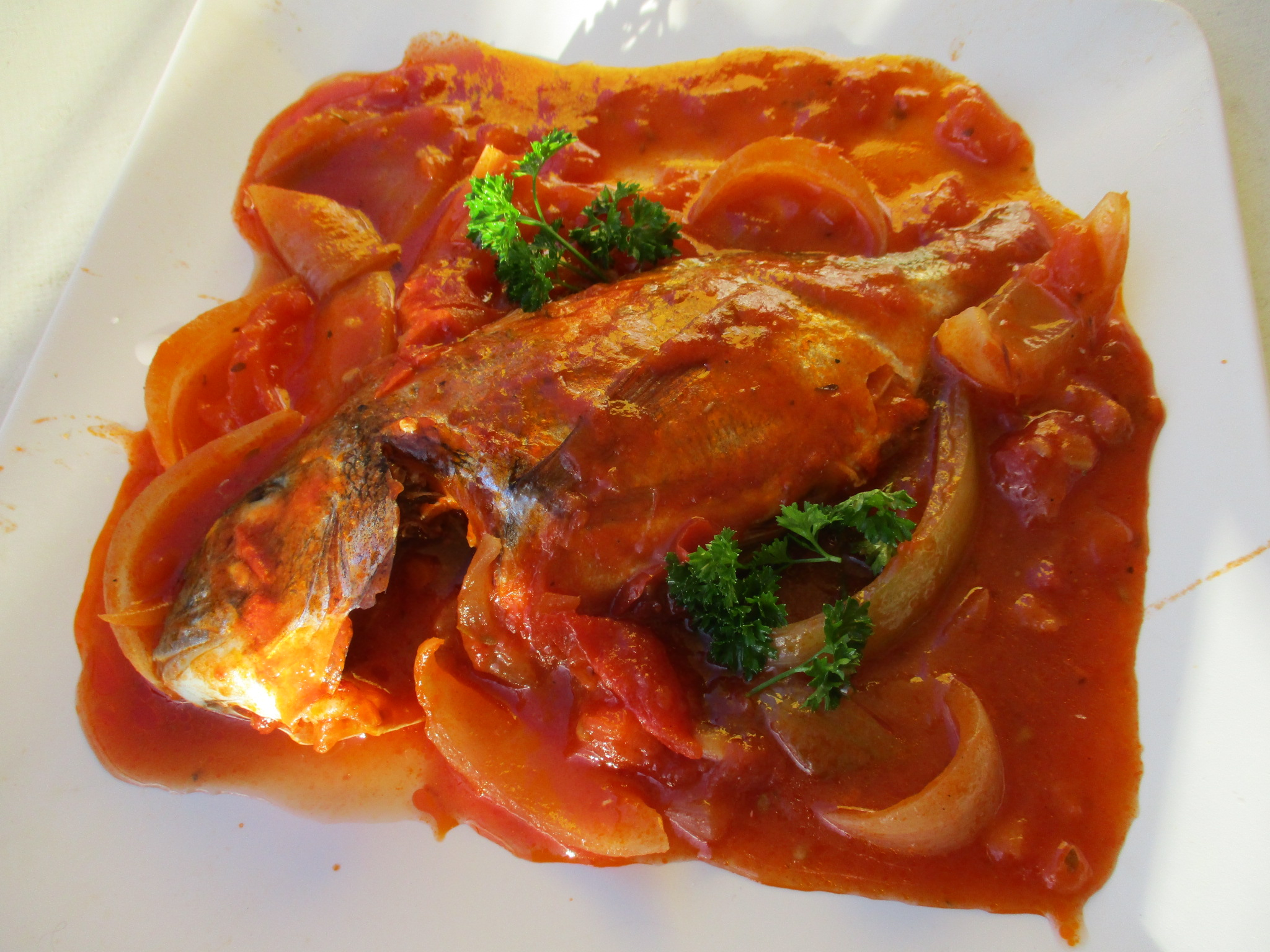

Le tout finit de cuire au court-bouillon dans une cocotte, avec de l'huile de roucou, des oignons et des tomates (ou concentré de tomates), avec ail, cive, persil, thym, épices,.
Ce plat est généralement servi avec du riz ou des légumes antillais (banane plantain, igname, fruit à pain).

## Quelques poissons des Antilles
Ce plat traditionnel peut se préparer avec de nombreux poissons antillais, dont : carangue, mérou, vivaneau, thon, thazard, marlin, voilier, espadon, requin, dorade, poisson-perroquet, rascasse, pagre, rouget, balaou, cabillaud.

## Quelques variantes
- Aziminu corse
- Blaff de poissons
- Colombo de poisson
- Ika mata
- Poisson cru à la tahitienne
- Poulet antillais
- Soupe de poisson
- Suquet de peix catalan ou valencien